# João Vaz

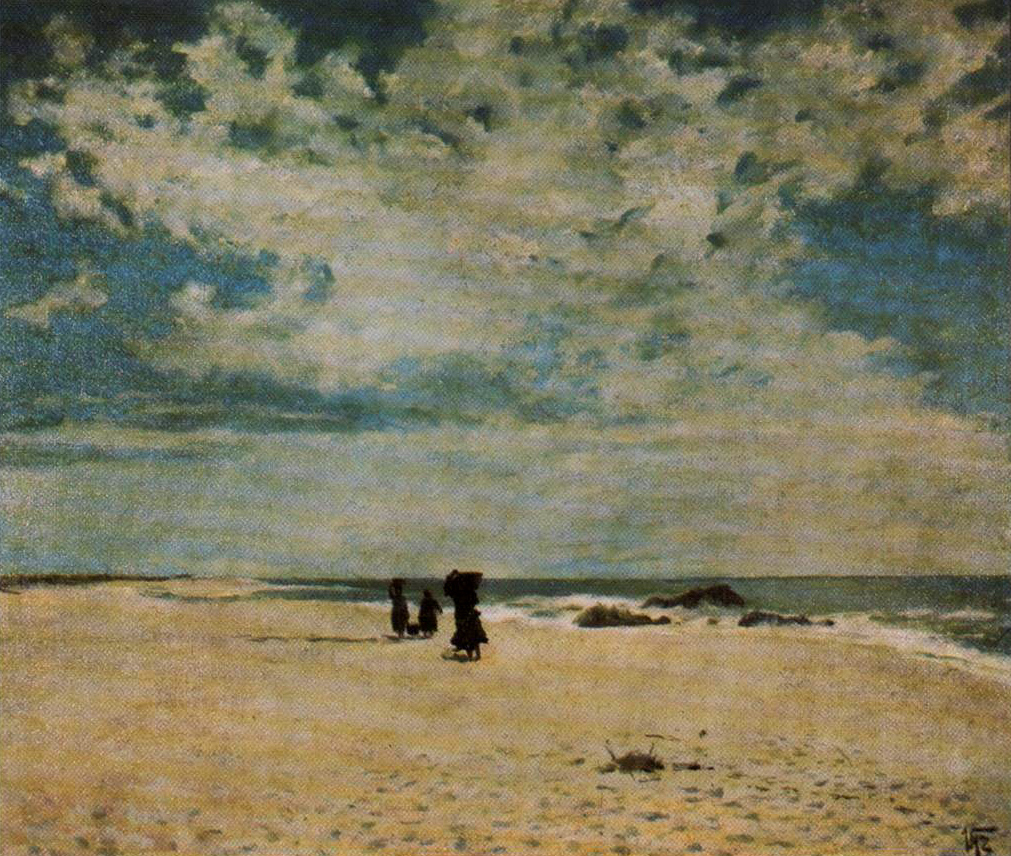
A Praia (c.1900)

João José Vaz (Setúbal, 9 de março de 1859 — Lisboa, 15 de fevereiro de 1931) foi um pintor e professor português.

## Biografia
João Vaz nasceu em Setúbal, na freguesia de São Julião, numa família da média burguesia comercial da cidade, filho de José Dias Ferreira Vaz e de Basilisa Carlota Anastácia Vaz, naturais da mesma freguesia.
Foi aluno dos pintores Silva Porto e Tomás da Anunciação no círculo do Grupo do Leão, formando-se na Academia Real de Belas-Artes de Lisboa (1872-1878).
Fez a decoração de algumas igrejas, teatros (Teatro Garcia de Resende em Évora e Teatro Luísa Todi em Setúbal) e palácios (Palácio-Hotel do Buçaco, Palácio de São Bento e Palácio de Belém), algumas vezes em colaboração com António Ramalho, mas a sua obra principal é a pintura de cenas marinhas (sobretudo dos rios Sado e Tejo). Apesar de esta ter sido a sua tendência natural, também se dedicou à pintura de interiores de igrejas (Igreja de Jesus de Setúbal e Mosteiro de Jesus de Setúbal) e paisagens (Torre das Cabaças de Santarém, Manhã no Algarve e Povoação à beira do rio). A sua primeira exposição teve lugar na Sociedade de Geografia de Lisboa, em 1881, além de expôr em outras exposições realizadas fora do país, como em Paris (1900) e Rio de Janeiro (1908).
A 1 de agosto de 1885, na freguesia de Marvila, em Santarém, contraiu matrimónio com Maria da Graça Stockler Salema Garção de Morais (1861-1906), de quem cedo enviuvou, tendo tido seis filhos: Paulo (1887); Maria Margarida (1888); Mário (1889); Rui (1891); Vasco (1893) e Graça de Morais Vaz (1899).
Ganhou o primeiro prémio e o prémio de honra da Sociedade Nacional de Belas-Artes, respetivamente em 1915 e 1916, e fez parte do Grupo do Leão desde a sua génese. Expôs no Grémio Artístico e na Sociedade Promotora das Belas Artes, com óleos e aguarelas, e foi professor de Desenho e diretor da Escola Industrial Afonso Domingues, desde 1884.
Foi membro da comissão encarregada pelo Governo de formular a reorganização do ensino industrial e comercial nos graus elementar e médio (1912), e instalou o curso comercial na Escola de Desenho Industrial de Setúbal (1914).
Numa carta deixada aos seus filhos expressa o seu último desejo: "(...) Desejo que, se acordarem expôr os trabalhos que deixar elles sejam seleccionados com critério, só escolhendo aquelles que não desmereçam do meu nome de artista, embora modesto (...)".
João Vaz faleceu aos 71 anos, vítima de arterioesclerose, na sua residência em Lisboa, freguesia de São Jorge de Arroios, no 1.º andar do número 53 da Rua dos Açores, encontrando-se sepultado no Cemitério do Alto de São João, na mesma cidade.
Pelos seus trabalhos foi nomeado Académico de Mérito e foi agraciado com a Ordem de Sant'Iago da Espada. Em homenagem ao pintor, na Escola Industrial Afonso Domingues, foi levantado um busto em bronze, esculpido por José Pereira; encontra-se uma reprodução em mármore num monumento inaugurado a 18 de setembro de 1949, na sua terra natal.

## Algumas obras de João Vaz

### Como pintor decorador
- Passos Perdidos da Assembleia da República em Lisboa: Pinturas do tecto figurando a Lei, a Justiça e a Sapiência;
- Teatro Rainha D. Amélia (Setúbal): Pano de boca, guardado, quando da demolição do edifício,[nota 1] no Museu de Setúbal;
- Teatro Garcia de Resende (Évora): Algumas pinturas do hall e dos tectos;
- Palácio Hotel do Bussaco: Frescos da sala de jantar ilustrando passagens dos Lusíadas;
- Museu Militar de Lisboa: Sala da Restauração;
- Palácio de Belém, em Lisboa: Algumas salas;
- Faculdade de Ciências Médicas da Universidade Nova de Lisboa:[nota 2] Sala dos Arcos Grandes;
- Igreja da Graça, em Lisboa: Tecto.[1][2]

### Como pintor
- Mosteiro manuelino (representando o Convento de Jesus em Setúbal);
- O Coro da Igreja da Madre de Deus, em Lisboa
- Piteiras, Setúbal;
- Barcos no Tejo;
- A praia;
- Praia da Rocha;
- Povoação à beira do rio;
- Marinha.[1][2]

### Outras
- Dois dos selos da emissão filatélica comemorativa do 4.º centenário do descobrimento do caminho marítimo para a Índia (1898):

Selo de 25 réis verde amarelo: Uma janela manuelina, a figura da História e, ao fundo, a frota;
Selo de 75 réis castanho: O escudo de armas manuelino e a figura de S. Gabriel sobre o casco de um navio.

## Colaboração em revistas
Encontra-se colaboração da sua autoria nas publicações periódicas Branco e Negro (1896-1898), Atlantida (1915-1920) e Contemporânea (1915-1926).